# Gladys Bokese
Gladys Bokese (ur. 12 września 1981 w Kinszasie) – piłkarz z Demokratycznej Republiki Konga grający na pozycji obrońcy.

## Kariera klubowa
Karierę piłkarską Bokese rozpoczął w klubie DC Motemba Pembe z miasta Kinszasa. W 2001 roku zadebiutował w jego barwach w pierwszej lidze Demokratycznej Republiki Konga. W 2003 roku osiągnął pierwszy sukces w karierze, gdy zdobył Puchar Demokratycznej Republiki Konga i Superpuchar. Z kolei w 2004 roku wywalczył swoje pierwsze mistrzostwo kraju. W 2005 roku obronił z Motemba Pembe mistrzowski tytuł i zdobył superpuchar kraju. W latach 2006 i 2009 zdobywał puchary DRK, a w 2008 roku - swoje trzecie mistrzostwo ligi.
W 2011 roku Bokese odszedł do tunezyjskiego Étoile du Sahel, jednak w 2012 roku wrócił do Motemy Pembe. W 2014 roku przeszedł do kongijskiego AC Léopards, w którym w tym samym roku zakończył karierę.

## Kariera reprezentacyjna
W reprezentacji Demokratycznej Republiki Konga Bokese zadebiutował w 2004 roku. W 2006 roku rozegrał 3 spotkania w Pucharze Narodów Afryki 2006: z Togo (2:0), z Angolą (0:0) i z Kamerunem (0:2 i czerwona kartka).